# Аппенцелль (місто)
Аппенцелль (нім. Appenzell) — населений пункт у Швейцарії, у кантоні Аппенцелль-Іннерроден. Розташований у межах округів (громад) Аппенцелль та Швенде-Рюте.